# ألان دالي
ألان دالي (بالإنجليزية: Alan Dale)‏ هو مغني أمريكي، ولد في 9 يوليو 1925، وتوفي في 20 أبريل 2002.

## وصلات خارجية
- ألان دالي على موقع IMDb (الإنجليزية)
- ألان دالي على موقع ميوزك برينز (الإنجليزية)
- ألان دالي على موقع قاعدة بيانات الفيلم (الإنجليزية)